# گونونگ پوتری
گونونگ پوتری (اندونزیایی: Gunung Putri) شهری در استان جاوه غربی کشور اندونزی است. جمعیت این شهر بر اساس سرشماری سال ۱۹۹۰ میلادی، ۶۲٫۴۰۶ نفر و بر اساس سرشماری سال ۲۰۰۰ میلادی، ۱۱۲٫۴۷۵ بوده که در سال ۲۰۰۷ میلادی به ۱۶۴٫۶۰۵ نفر افزایش یافته‌است.